# Вељке Сљеменце
Вељке Сљеменце (слч. Veľké Slemence) насељено је мјесто са административним статусом сеоске општине (слч. obec) у округу Михаловце, у Кошичком крају, Словачка Република.

## Становништво
| Година:    | 1994. | 2004.   | 2014.   | 2024.   |
| ---------- | ----- | ------- | ------- | ------- |
| Број људи: | 592   | 598     | 581     | 583     |
| Разлика:   |       | +1,01 % | -2,84 % | +0,34 % |

| Година:    | 2023. | 2024.   |
| ---------- | ----- | ------- |
| Број људи: | 595   | 583     |
| Разлика:   |       | -2,01 % |

Према подацима о броју становника из 2011. године насеље је имало 606 становника.